# Gălăuțaș-Pârău, Harghita
Gălăuțaș-Pârău (în maghiară Galócáspatak) este un sat în comuna Gălăuțaș din județul Harghita, Transilvania, România.